# Marlene Warrlich
Marlene Warrlich (* im 20. Jahrhundert (evtl. Anfang der 1940er Jahre)) ist eine ehemalige deutsche Schauspielerin.

## Wirken
Bezüglich Geburtsdaten und Ausbildungsverlauf der Marlene Warrlich finden sich keine Belege. Sie trat im Zeitraum von 1959 bis 1967 in etlichen deutschen und österreichischen  Kino-  und Fernsehfilmen auf. Bekannt wurde sie durch ihre Mitwirkung in Wolfgang Staudtes Dreigroschenoper (1963) oder in Franz Antels Liebesgrüße aus Tirol (1964) an der Seite von Gitte Hænning und Peter Weck.
In der Saison 1960/61 hatte Marlene Warrlich ein Engagement am Theater am Kurfürstendamm in einer Inszenierung dreier Einakter von J. M. Barrie mit den Titeln Der entscheidende Augenblick, Eine halbe Stunde und Rosalinde.

## Filmografie (Auswahl)
- 1959: Der König ist tot (Fernsehfilm)
- 1960: Der wahre Jakob
- 1962: Kleine Geschäfte (Fernsehfilm)
- 1962: Genosse Münchhausen
- 1963: Die Dreigroschenoper
- 1963: Ferien wie noch nie
- 1963: Mein Bruder Alf (Fernsehfilm)
- 1963: Kabarett der Komiker – Es war einmal... (Fernsehfilm)
- 1963: Haus der Schönheit (Fernsehfilm)
- 1963: Piccadilly null Uhr zwölf
- 1964: Der Mann mit dem Zylinder (Fernsehfilm)
- 1964: Fahrt ins Blaue (Fernsehfilm)
- 1964: Nebelmörder
- 1964: Die große Kür
- 1964: Liebesgrüße aus Tirol
- 1965: Ein Haus voll Musik – Die heitere Geschichte einer Zwangsräumung (Fernsehfilm)
- 1965: Liebe nicht ausgeschlossen (Fernsehfilm)
- 1966: Der Forellenhof (Fernsehserie, eine Folge)
- 1966: Saison in Salzburg (Fernsehfilm)
- 1967: Hulla di Bulla (Fernsehfilm)

## Hörspiele (Auswahl)
- 1957: Wladimir Dudinzew: Der Mensch lebt nicht vom Brot allein (1. Teil: Das Blaue Dokument) (Sima Sjanowa) – Regie: Hanns Korngiebel (Hörspielbearbeitung – RIAS Berlin/HR/SDR/RB)
- 1965: Miep Diekmann: ... und viele Grüße von Wancho (3 Teile) (Locha) – Regie: Hermann Pfeiffer (Kinderhörspiel – WDR)